# Lethal Bizzle
Lethal Bizzle, pseudonimo di Maxwell Owusu Ansah (Walthamstow, 14 settembre 1984), è un rapper britannico di origini ghanesi.

## Biografia
Lethal Bizzle ha raggiunto il successo col singolo Pow! (Forward), arrivato 11º nella Official Singles Chart e certificato argento dalla British Phonographic Industry. In precedenza, l'artista ha piazzato due album in studio (Against All Oddz e Back to Bizznizz) nella Official Albums Chart.
Fester Skank è stato il suo primo singolo a raggiungere la soglia delle 600 000 unità vendute, venendo in questo modo certificato platino dalla BPI, nonché il quarto a entrare la top twenty della hit parade britannica.

## Discografia

### Album in studio
- 2005 – Against All Oddz
- 2007 – Back to Bizznizz
- 2009 – Go Hard

### EP
- 2017 – You'll Never Make a Million from Grime EP

### Raccolte
- 2011 – Best of Bizzle

### Singoli
- 2004 – Pow! (Forward)
- 2012 – Three Little Words (Come On England)
- 2013 – They Got It Wrong (feat. Wiley)
- 2013 – Party Right (feat. Ruby Goe)
- 2013 – Steve Austin Hammrd
- 2014 – The Drop (feat. Cherri Voncelle)
- 2014 – Rari WorkOut
- 2015 – Fester Skank (feat. Diztortion)
- 2015 – Playground (feat. Shakka)
- 2015 – Dude (con Stormzy)
- 2015 – Going to the Gym
- 2016 – Box (feat. Jme & Face)
- 2016 – Wobble
- 2017 – Round Here (feat. Giggs & Flowdan)
- 2018 – Flex
- 2018 – Don't Believe You (feat. Lady Leshurr)
- 2018 – Lessons
- 2019 – Woah!
- 2022 – Premier League Is Back